# Mistrzostwa Świata w Narciarstwie Dowolnym i Snowboardingu 2019 – snowcross kobiet
Rywalizacja kobiet w konkurencji snowcross podczas mistrzostw świata w Utah została rozegrana na trasie o nazwie Main Street. Kwalifikacje rozegrano 31 stycznia o 12:20, z kolei biegi finałowe odbyły się 1 lutego 2019 oku o 11:23. Złoty medal wywalczyła Czeszka Eva Samková, która na mecie wyprzedziła Brytyjkę Charlotte Bankes oraz Włoszkę Michelę Moioli.

## Kwalifikacje
| Miejsce | Bib | Zawodniczka                     | Kraj              | Zjazd 1 | Miejsce | Zjazd 2 | Miejsce | Wynik   | Uwagi |
| ------- | --- | ------------------------------- | ----------------- | ------- | ------- | ------- | ------- | ------- | ----- |
| 1       | 13  | Eva Samková                     | Czechy            | 1:08,71 | 1       |         |         | 1:08,71 | Q     |
| 2       | 9   | Nelly Moenne-Loccoz             | Francja           | 1:09,33 | 2       |         |         | 1:09,33 | Q     |
| 3       | 16  | Charlotte Bankes                | Wielka Brytania   | 1:09,90 | 3       |         |         | 1:09,90 | Q     |
| 4       | 6   | Michela Moioli                  | Włochy            | 1:10,06 | 4       |         |         | 1:10,06 | Q     |
| 5       | 2   | Lindsey Jacobellis              | Stany Zjednoczone | 1:10,07 | 5       |         |         | 1:10,07 | Q     |
| 6       | 14  | Chloé Trespeuch                 | Francja           | 1:10,86 | 6       |         |         | 1:10,86 | Q     |
| 7       | 7   | Francesca Gallina               | Włochy            | 1:10,90 | 7       |         |         | 1:10,90 | Q     |
| 8       | 4   | Meryeta O'Dine                  | Kanada            | 1:11,02 | 8       |         |         | 1:11,02 | Q     |
| 9       | 3   | Raffaella Brutto                | Włochy            | 1:11,06 | 10      | 1:10,80 | 1       | 1:10,80 | q     |
| 10      | 17  | Kristina Paul                   | Rosja             | 1:12,36 | 16      | 1:10,93 | 2       | 1:10,93 | q     |
| 11      | 11  | Lara Casanova                   | Szwajcaria        | 1:11,03 | 9       | 1:11,95 | 8       | 1:11,03 | q     |
| 12      | 15  | Julia Pereira de Sousa Mabileau | Francja           | 1:12,03 | 15      | 1:11,23 | 3       | 1:11,23 | q     |
| 13      | 12  | Sina Siegenthaler               | Szwajcaria        | 1:11,31 | 11      | DNF     | DNF     | 1:11,31 | q     |
| 14      | 5   | Sofia Belingheri                | Włochy            | 1:11,86 | 13      | 1:11,37 | 4       | 1:11,37 | q     |
| 15      | 8   | Carle Brenneman                 | Kanada            | 1:11,73 | 12      | 1:11,47 | 5       | 1:11,47 | q     |
| 16      | 10  | Hanna Ihedioha                  | Niemcy            | 1:19,70 | 26      | 1:11,49 | 6       | 1:11,49 | q     |
| 17      | 19  | Jana Fischer                    | Niemcy            | 1:12,71 | 17      | 1:11,82 | 7       | 1:11,82 |       |
| 18      | 1   | Manon Petit-Lenoir              | Francja           | 1:11,91 | 14      | 1:12,25 | 9       | 1:11,91 |       |
| 19      | 20  | Muriel Jost                     | Szwajcaria        | 1:12,81 | 18      | 1:12,76 | 10      | 1:12,76 |       |
| 20      | 22  | Julija Łaptiewa                 | Rosja             | 1:12,84 | 19      | 1:13,72 | 13      | 1:12,84 |       |
| 21      | 23  | Marija Wasilcowa                | Rosja             | 1:14,39 | 23      | 1:13,34 | 11      | 1:13,34 |       |
| 22      | 26  | Stacy Gaskill                   | Stany Zjednoczone | 1:14,94 | 24      | 1:13,53 | 12      | 1:13,53 |       |
| 23      | 21  | Zuzanna Smykała                 | Polska            | 1:14,39 | 22      | 1:13,73 | 14      | 1:13,73 |       |
| 24      | 18  | Meghan Tierney                  | Stany Zjednoczone | 1:13,77 | 20      | 1:13,82 | 15      | 1:13,77 |       |
| 25      | 25  | Livia Molodyh                   | Stany Zjednoczone | 1:14,04 | 21      | 1:15,87 | 18      | 1:14,04 |       |
| 26      | 24  | Anna Miller                     | Stany Zjednoczone | 1:15,22 | 25      | 1:15,28 | 16      | 1:15,22 |       |
| 27      | 27  | Vendula Hopjáková               | Czechy            | 1:25,31 | 27      | 1:15,77 | 17      | 1:15,77 |       |

## Finały
Opracowano na podstawie materiału źródłowego: 

### Ćwierćfinały
| Miejsce | Bib | Zawodniczka      | Kraj   | Uwagi |
| ------- | --- | ---------------- | ------ | ----- |
| 1       | 1   | Eva Samková      | Czechy | Q     |
| 2       | 9   | Raffaella Brutto | Włochy | Q     |
| 3       | 16  | Hanna Ihedioha   | Niemcy |       |
| 4       | 8   | Meryeta O'Dine   | Kanada |       |

| Miejsce | Bib | Zawodniczka      | Kraj            | Uwagi |
| ------- | --- | ---------------- | --------------- | ----- |
| 1       | 6   | Chloé Trespeuch  | Francja         | Q     |
| 2       | 3   | Charlotte Bankes | Wielka Brytania | Q     |
| 3       | 11  | Lara Casanova    | Szwajcaria      |       |
| 4       | 14  | Sofia Belingheri | Włochy          |       |

| Miejsce | Bib | Zawodniczka        | Kraj              | Uwagi |
| ------- | --- | ------------------ | ----------------- | ----- |
| 1       | 4   | Michela Moioli     | Włochy            | Q     |
| 2       | 5   | Lindsey Jacobellis | Stany Zjednoczone | Q     |
| 3       | 12  | Julia Mabileau     | Francja           |       |
|         | 13  | Sina Siegenthaler  | Szwajcaria        | DNS   |

| Miejsce | Bib | Zawodniczka         | Kraj    | Uwagi |
| ------- | --- | ------------------- | ------- | ----- |
| 1       | 7   | Francesca Gallina   | Włochy  | Q     |
| 2       | 15  | Carle Brenneman     | Kanada  | Q     |
| 3       | 2   | Nelly Moenne-Loccoz | Francja |       |
|         | 10  | Kristina Paul       | Rosja   | DNF   |

### Półfinały
| Miejsce | Bib | Zawodniczka        | Kraj              | Uwagi |
| ------- | --- | ------------------ | ----------------- | ----- |
| 1       | 1   | Eva Samková        | Czechy            | Q     |
| 2       | 4   | Michela Moioli     | Włochy            | Q     |
| 3       | 5   | Lindsey Jacobellis | Stany Zjednoczone |       |
| 4       | 9   | Raffaella Brutto   | Włochy            |       |

| Miejsce | Bib | Zawodniczka       | Kraj            | Uwagi |
| ------- | --- | ----------------- | --------------- | ----- |
| 1       | 3   | Charlotte Bankes  | Wielka Brytania | Q     |
| 2       | 7   | Francesca Gallina | Włochy          | Q     |
| 3       | 6   | Chloé Trespeuch   | Francja         |       |
| 4       | 15  | Carle Brenneman   | Kanada          |       |

### Finały

#### Mały finał
| Miejsce | Bib | Zawodniczka        | Kraj              |
| ------- | --- | ------------------ | ----------------- |
| 5       | 5   | Lindsey Jacobellis | Stany Zjednoczone |
| 6       | 9   | Raffaella Brutto   | Włochy            |
| 7       | 6   | Chloé Trespeuch    | Francja           |
| 8       | 15  | Carle Brenneman    | Kanada            |

#### Duży finał
| Miejsce | Bib | Zawodniczka       | Kraj            |
| ------- | --- | ----------------- | --------------- |
| złoto   | 1   | Eva Samková       | Czechy          |
| srebro  | 3   | Charlotte Bankes  | Wielka Brytania |
| brąz    | 4   | Michela Moioli    | Włochy          |
| 4       | 7   | Francesca Gallina | Włochy          |